# Freycinetia sphaerocephala
Freycinetia sphaerocephala är en enhjärtbladig växtart som beskrevs av Charles Gaudichaud-Beaupré. Freycinetia sphaerocephala ingår i släktet Freycinetia och familjen Pandanaceae.
Artens utbredningsområde är Filippinerna. Inga underarter finns listade.